# British Columbia (Kolonie)

Flagge des Vereinigten Königreichs, von 1858 bis 1866 auch die Flagge von British Columbia

British Columbia war eine von 1858 bis 1866 existierende britische Kronkolonie im Westen von Britisch-Nordamerika. Ihr Gebiet entsprach im Wesentlichen der heutigen kanadischen Provinz British Columbia, mit Ausnahme von Vancouver Island und der Gulf Islands. Hauptstadt war New Westminster. Im Jahr 1866 wurde British Columbia mit der Kolonie Vancouver Island zu den Vereinigten Kolonien von Vancouver Island und British Columbia fusioniert.

## Geschichte

### Entstehung
Die Entdeckungen von James Cook und George Vancouver sowie die Nootka-Konvention mit Spanien im Jahr 1794 führten zur Herausbildung eines britischen Rechtsraumes im Küstengebiet nördlich von Kalifornien. Der britische Einfluss wuchs mit den Überlandreisen von Alexander MacKenzie, Simon Fraser und David Thompson sowie mit der darauf folgenden Errichtung von Handelsposten der North West Company und der Hudson’s Bay Company (HBC).
Nach dem Oregon-Kompromiss von 1846, der den 49. Breitengrad als Grenze zwischen Kanada und den Vereinigten Staaten festlegte, verlegte die HBC den Hauptsitz ihrer westlichen Einflusssphäre von Fort Vancouver am Columbia River (das heutige Vancouver (Washington)) in das neu gegründete Victoria auf Vancouver Island, das seit 1849 eine Kronkolonie war. Das Festland blieb de facto weiterhin unter der Verwaltung der HBC, deren Filialleiter James Douglas gleichzeitig Gouverneur von Vancouver Island war. Zu dieser Zeit betrug die nicht-einheimische Bevölkerungszahl auf dem Festland nicht mehr als 150, hauptsächlich HBC-Angestellte und deren Familien.
1858 verbreiteten sich Gerüchte, wonach am Thompson River Gold gefunden worden sei. Innerhalb kurzer Zeit strömten zehn- bis zwanzigtausend Männer in die Gegend um das heutige Yale und lösten den Fraser-Canyon-Goldrausch aus. Gouverneur Douglas, der keinerlei rechtliche Autorität in New Caledonia (wie der Festlandteil damals genannt wurde) besaß, stationierte am Unterlauf des Fraser River ein Kanonenboot, um von den meist US-amerikanischen Prospektoren, die flussaufwärts reisen wollten, zur Zahlung von Lizenzgebühren zu bewegen.
Um die Rechtsprechung sicherzustellen und möglichen Ansprüchen der HBC auf die Bodenschätze zuvorzukommen, erklärte das britische Parlament New Caledonia am 2. August 1858 zur Kolonie British Columbia. Kolonialminister Edward Bulwer-Lytton ernannte James Douglas zum ersten Gouverneur der neuen Kolonie – unter der Voraussetzung, dass er seine Beziehungen zur HBC aufgab. British Columbia erhielt mit New Westminster eine eigene Hauptstadt, doch Douglas zog es vor, beide Kolonien von Victoria aus zu regieren.

### Gouverneur James Douglas

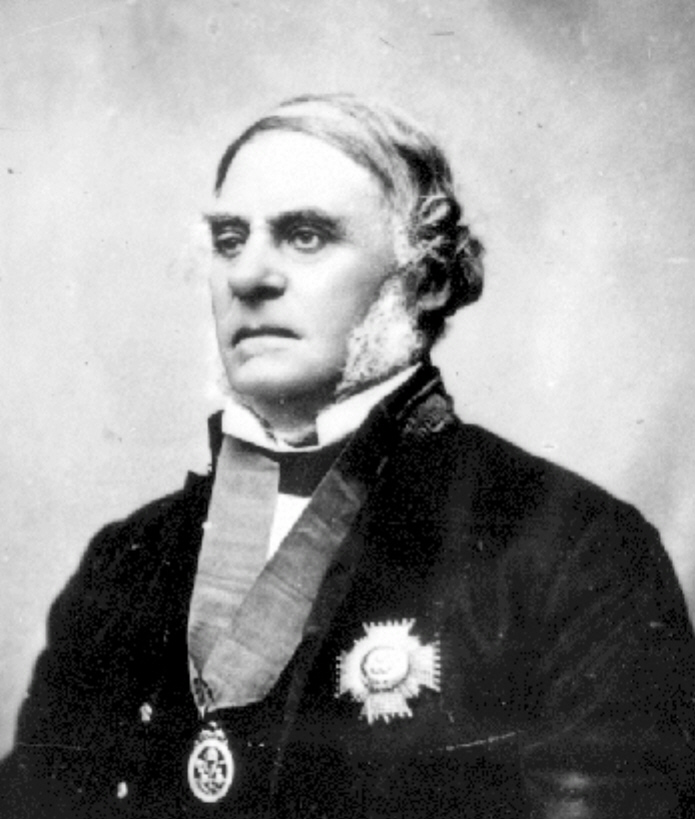
James Douglas

Der Zustrom Tausender Personen in die neue Kolonie zwang Douglas, rasch eine Infrastruktur bereitzustellen. Magistraten und Ordnungshüter wurden eingestellt, Bergbauverordnungen erlassen und bei Yale, Hope und Fort Langley Standorte für neue Siedlungen vermessen, um die Besetzung von Kronland durch Squatter zu verhindern. Darüber hinaus entstanden Straßen in die wichtigsten Bergbaugebiete um Lillooet und Lytton. Die Kolonie erhielt vorläufig keinen repräsentativen gesetzgebenden Rat, da nicht abzusehen war, ob die Besiedlung nach Ende des Goldrausches dauerhaft sein würde. Dies war ganz im Sinne des autokratisch auftretenden Douglas, der oft Auseinandersetzungen mit der Ratsversammlung auf Vancouver Island hatte.
Tatsächlich endete der Goldrausch nach kurzer Zeit und der Exodus von Minenarbeitern, Spekulanten und Händlern setzte ein, kaum hatten die Royal Engineers die Vermessung der neuen Hauptstadt New Westminster abgeschlossen. Die Prospektoren blieben jedoch, machten 1860 weiter im Landesinneren in der Region Cariboo neue Goldfunde und lösten einen zweiten Goldrausch aus. Die Versorgung erwies sich als akutes Problem, weshalb neue Straßen gebaut werden mussten, um Planwagen anstatt wie bisher Packpferde einsetzen zu können. 1862 lockte der Cariboo-Goldrausch weitere 5000 Minenarbeiter an und Douglas trieb den Bau der Cariboo Road nach Barkerville voran. In diesem Jahr kam auch ein Teil des Stikine-Territoriums zu British Columbia.
Während des zweiten Goldrausches begann sich die Zusammensetzung der Bevölkerung zu ändern. Es trafen immer mehr britische Kolonisten ein, die Geschäfte und Sägereien eröffneten oder Fischerei und Landwirtschaft betrieben. Mit dieser erhöhten Stabilität gingen Kritik am nicht in der Kolonie anwesenden Gouverneur und Forderungen nach demokratischen Strukturen einher. Anführer der Opposition war John Robson, Herausgeber der Zeitung British Columbian und späterer Provinzpremierminister. Douglas und die Kolonialverwaltung ignorierten zahlreiche Petitionen, die einen repräsentativen Rat forderten, bis der Gouverneur 1864 abberufen wurde.

### Gouverneur Frederick Seymour

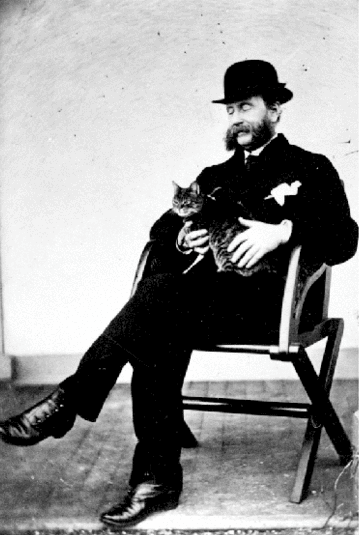
Frederick Seymour

Douglas’ Nachfolger war Frederick Seymour, der zuvor in Van-Diemens-Land, auf den British West Indies und in Britisch-Honduras gedient hatte. Sein Amtsantritt im April 1864 bedeutete für die Kolonie den Beginn einer neuen Ära: British Columbia trat aus dem Schatten von Vancouver Island heraus und war nicht mehr von einem Gouverneur abhängig, der die Teilung der Macht mit einem gewählten Rat vermeiden wollte. Im Gegensatz zu Douglas regierte Seymour von New Westminster aus.
Douglas’ Straßenbauprojekt war weiterhin im Gange und stellte die Ingenieure insbesondere im engen Fraser Canyon vor zahlreiche Herausforderungen. Die Kolonialverwaltung nahm für die Finanzierung der Straße mehrere Kredite auf und häufte dadurch Schulden in der Höhe von £200.000 an. Ein Aufstand der Homalco und Chilcotin (Chilcotin-Krieg), die sich gegen ein konkurrierendes privates Straßenbauprojekt zur Wehr setzten, riss ein noch größeres Loch in die Kasse. Seymour reiste durch die Chilcotin Ranges, um bei der Festnahme der Aufständischen persönlich anwesend zu sein.
Auf dem Rückweg machte Seymour einen Abstecher über die Cariboo-Goldfelder und durch den Fraser Canyon. Dabei gelangte er zur Überzeugung, dass die Kolonie in wirtschaftlicher Hinsicht über ein großes Wachstumspotenzial verfüge. Bei seiner Rückkehr musste er jedoch feststellen, dass der Schuldenberg immer weiter anwuchs. Bald gab es Forderungen, die beiden Kolonien miteinander zu fusionieren. Seymour widersetzte sich zunächst, musste dann aber dem Druck einiger Mitglieder seiner eigenen Regierung nachgeben. Durch Beschluss des britischen Parlaments erfolgte am 6. August 1866 der Zusammenschluss zu den Vereinigten Kolonien von Vancouver Island und British Columbia.

## Gouverneure von British Columbia
- 1858–1864: James Douglas
- 1864–1866: Frederick Seymour